# 8 Drezdeńska Dywizja Piechoty
8 Drezdeńska Dywizja Piechoty im. Bartosza Głowackiego (8 DP) – związek taktyczny piechoty Wojska Polskiego.
8 Dywizja Piechoty została sformowana w 1944 w rejonie Siedlec. Bazę stanowiło Zgrupowanie Partyzanckie „Jeszcze Polska nie zginęła”. Weszła w skład 2 Armii WP. Walczyła w operacji łużyckiej i praskiej. Za udział w wojnie odznaczona Krzyżem Grunwaldu III klasy. W 1947 wzięła udział w operacji „Wisła”.
30 marca 1949 8 Drezdeńską Dywizję Piechoty przeformowano na 8 Zmotoryzowaną Dywizję Piechoty i przeniesiono na Pomorze Zachodnie.

## Formowanie i szkolenie
Dywizje rozpoczęto formować na ziemi siedleckiej na mocy rozkazu nr 8 Naczelnego Dowództwa WP z 20 lipca 1944. Bazę stanowiło sformowane na Wołyniu Zgrupowanie Partyzanckie „Jeszcze Polska nie zginęła” ppłk. Roberta Satanowskiego. Jemu to powierzono też początkowo formowanie dywizji i mianowano dowódcą.
Jednak już 28 sierpnia przybył do Siedlec jej nowy dowódca, oficer sowiecki, płk Wasyl Gulida wraz z grupą 86 oficerów, a 6 września nowym dowódcą został płk Iwan Iwanczura. Od 21 listopada 1944 do końca wojny dowodził dywizją płk Józef Grażewicz.
Odejście szanowanego przez partyzantów ppłk. Satanowskiego oraz niepełne uznanie partyzanckich stopni wojskowych i odznaczeń, spowodowało rozgoryczenie i w konsekwencji dezercję blisko połowy partyzantów.
Dywizja formowana była według etatu dywizji strzeleckiej gwardii Armii Czerwonej. Etat ten przewidywał ponad 11.000 żołnierzy, w tym ponad 900 oficerów, ponad 3300 podoficerów i około 6900 szeregowców.
Brak możliwości zakwaterowania w Siedlcach całej dywizji spowodował konieczność przeniesienia formowania jednostek w lasy leżące na południe od miejscowości Mordy. 6 września dowództwo i sztab dywizji przeniesiono do Mord. 34 pułk rozlokowano w rejonie wsi Jajki, 37 pułk artylerii lekkiej we wsiach Pruszyn i Krzymosze, a 32 pułk w lesie 2 km na północ od wsi Klimonty. Pododdziały dywizyjne rozmieszczono koło wsi Głuchów, Głuchówek i miasteczka Mordy.
Większość żołnierzy biwakowała w ziemiankach. Brak było łopat, siekier i pił do ich wykonania. Brak było ciepłego umundurowania i koców. Występowały niedostatki w zaopatrzeniu żywnościowym i medycznym. Trudności te powodowały nie najlepsze nastroje wśród wywodzących się z Kresów Wschodnich żołnierzy.
W drugiej połowie września dywizja zaczęła otrzymywać broń, amunicję, umundurowanie i inny ekwipunek wojskowy. Największe braki występowały w transporcie samochodowym.
21, 22 i 23 października oddziały dywizji złożyły przysięgę wojskową. Msze święte celebrowane były przez kapelana 8 DP księdza kpt. Stanisława Matyjasika.
Szkolenie
Szkolenie prowadzono w oparciu o półtoramiesięczny plan szkolenia Armii Czerwonej. Przewidywał on 42 dni szkoleniowe po 12 godzin dziennie. Szkolenie w dywizji rozpoczęto 2 października. Od trzeciego tygodnia prowadzono ćwiczenia zgrywające batalionu, pułku i dywizji. Zorganizowano również szkolenie kursowe. W tym systemie szkolono podoficerów, dowódców drużyn ckm, moździerzy i rusznic przeciwpancernych oraz: zwiadowców, strzelców wyborowych, łącznościowców, kierowców i innych.
Do końca 1944 8 DP zakończyła podstawowe szkolenie bojowe. W styczniu 1945 realizowano szkolenie doskonalące.

### Struktura organizacyjna
W nawiasach podano numer poczty polowej
- Dowództwo 8 Dywizji Piechoty (83678)
- 32 Budziszyński pułk piechoty[8] (52152)
- 34 Budziszyński pułk piechoty[8] (83689)
- 36 Łużycki pułk piechoty[8] (52162)
- 37 Łużycki pułk artylerii lekkiej (83732)
- samodzielny batalion szkolny (52170)
- 11 Łużycki dywizjon artylerii pancernej (83744)
- 19 samodzielny batalion saperów (52183)
- 10 samodzielny batalion medyczno-sanitarny (52176)
- 8 samodzielna kompania zwiadowcza
- 12 samodzielna kompania chemiczna
- 13 samodzielna kompania łączności
- 14 samodzielna kompania samochodowa
- 15 piekarnia polowa
- szpital weterynaryjny
- 3063 Wojskowa Stacja Pocztowa (52189)
- 1882 Kasa Banku Polowego (83686)

## Działania zbrojne

### Marsz w kierunku frontu
28 stycznia 1945 8 DP rozpoczęła marsz po drodze: Mordy, Siedlce, Kałuszyn i 31 stycznia dotarła do Warszawy. 1 lutego dywizja przejęła służbę garnizonową w stolicy. Sztab dywizji, pododdziały dywizyjne i 34 pp rozlokowano w koszarach: róg ulicy Rakowieckiej i Puławskiej, 32 pułk na Bielanach w Instytucie Wychowania Fizycznego, 36 pułk na Pradze w koszarach przy ulicy 11 Listopada, a 37 pal w przy ulicy Podchorążych. Od 6 do 21 lutego wojska realizowały też szkolenie doskonalące.
Od 21 lutego rozpoczęto planowanie przegrupowania 2 Armii WP na Pomorze. 8 DP otrzymała zadanie maszerować trasą: Błonie, Kutno, Włocławek, Bydgoszcz, Nakło i ześrodkować się w rejonie Piły. W trakcie marszu zmieniono zadania i dywizja do 16 marca miała osiągnąć rejon: Górzno, Łużniki, Ogardy. Od 7 marca oddziały dywizji maszerowały nocą. W trakcie przegrupowania 8 dywizja defilowała w Toruniu i Bydgoszczy.
16 marca nastąpiła poprawa położenia oddziałów dywizji. Przesunięto ją na północny wschód do Dobiegniewa. Tu otrzymała zadanie rozbudować (szkoleniowo) obronę pomiędzy 9 a 7 DP na rubieży: Dobiegniew, Bierzwnik, Chłopowo, frontem na wschód, północny wschód i północ.
W związku z decyzją Stawki o włączeniu 2 Armii WP w skład 1 Frontu Ukraińskiego 8 Dywizja od 20 do 27 marca przegrupowała się w rejon Wrocławia. Tam rozbudowała obronę na stokach Wzgórz Trzebnickich. Kolejna zmiana użycia 2 A WP nakazała dywizji 11 kwietnia rozpocząć marsz nad Nysę Łużycką.

### Walki w Łużycach
13 kwietnia dywizja otrzymała zadanie do natarcia. Wzmocniona 7 BAH (bez 44 pah), 9 BAPPanc, 3 pułkiem moździerzy, artylerią 5 DP oraz 1/ 6BPanc i dwoma bateriami 28 pułku artylerii pancernej, 25 batalionem saperów, oraz wsparta 98 pułkiem moździerzy Gwardii miała sforsować Nysę, przełamać obronę nieprzyjaciela i pod koniec dnia osiągnąć południowo-zachodnią część Niesky. W trzecim dniu operacji osiągnąć rubież Grosswelka, Temritz. Prawym sąsiadem była 9 Dywizja, a lewym 254 Dywizja 52 Armii.
Na korzyść dywizji miała działać armijna grupa artylerii (AGA) oraz dwie radzieckie dywizje lotnicze – myśliwska i szturmowa. Gotowość do natarcia ustalono na 16 kwietnia – godz. 4.00.
Dowódca dywizji zdecydował przełamać obronę na odcinku: tartak leżący na południe od Rothenburga, Nieder-Neundorf i do końca dnia wyjść na rubież Sproitz, Diehsa.
W pierwszym rzucie nacierał 34 i 36 pułk, a w drugim 32 pp. Wspierała dywizyjna grupa artylerii, odwód przeciwpancerny stanowił 11 dywizjon artylerii pancernej, kompania saperów 19 bsap działała jako oddział zaporowy.
Rozpoznanie walką przeprowadziła wzmocniona 7 kompania 34 pp. W nocy z 13 na 14 kwietnia zdobyła przyczółek w zakolu Nysy. Następnej nocy przyczółek poszerzono, wprowadzając wzmocnioną 9 kompanię piechoty. Rozpoznanie walką 9 kompanii 36 pułku nie miało powodzenia.
16 kwietnia 1945 dywizja sforsowała Nysę Łużycką i uderzyła na niemieckie pozycje. Przed frontem dywizji i jej sąsiadów broniły się pododdziały Dywizji Grenadierów Pancernych „Brandenburg”, 1244 pułku piechoty i 128 batalion Volkssturmu. Pierwszej pozycji broniły dwie kompanie 1 pułku zmotoryzowanego dywizji „Brandenburg” oraz dwa bataliony 1244 pułku.
Ciężkie walki toczono o Nieder-Neundorf oraz o stację kolejową i wieś Biehain. 17 kwietnia dywizja wspólnie z 16 BPanc nacierała na Ober i Mittel Horka bronionych przez 1 pułk DGPanc. „Brandenburg”. Po przełamaniu za drugim razem tej pozycji wyszła nad Weißer Schöps i sforsowała tę rzekę. Następnie z marszu oddziały dywizji pokonały kanał Neugraben. Wieczorem 36 pp zdobył wieś Oedernitz, a 32 pp dotarł do miasta Niesky, którego próba zdobycia z marszu nie powiodła się. 18 kwietnia 36 pp wraz z 2 BPanc zdobył silny punkt oporu w Diehsa. Reszta dywizji wraz z 9 DP uderzyła na Niesky, które zdobyto po południu. Następnie zdobyto miejscowości See, Mocholz, Zischelmühle i Stockteich. 19 kwietnia dywizja odpierała natarcie niemieckie na południe od Niesky. 20 kwietnia ruszyła do pościgu, początkowo posuwając się dość szybko. Silny opór napotkano w rejonie Gebelzig, Groß Saubernitz, Baruth i Guttau. W dniach 21-22 kwietnia dywizja opanowała Gelenau, Ober- i Niedersteina i Mittelbach. 25 kwietnia dywizja zajęła obronę na linii Strohschütz – Großbrösern – Cölln. 26 kwietnia właśnie w pasie 8 dywizji decydowały się losy bitwy budziszyńskiej. Gdyby jej obrona pękła, inne dywizje 2 AWP byłyby atakowane od tyłu. Po całodziennych i dramatycznych walkach, w nocy z 26 na 27 kwietnia, za zgodą dowódcy armii, 8 dywizja cofnęła się około 5 km na dogodną rubież. Tam założono pola minowe, dowieziono amunicję, uporządkowano pododdziały i przygotowano do dalszej walki. 27 kwietnia rozpoczęto formowanie stałej obrony wojsk polskich i sowieckich na Łużycach. Ostatecznie załamano przeciwuderzenie niemieckie 57 korpusu gen. Kirchnera. Od 28 kwietnia do 4 maja dywizja pozostawała w obronie.

### Operacja praska
W maju 1945 dywizja w ramach 2 AWP wzięła udział w operacji praskiej. Zabezpieczała wejście do walki zgrupowania uderzeniowego 2 Armii i sowieckiej 28 Armii. W toku operacji współuczestniczyła w opanowaniu kilkuset miejscowości, zdobyła około tysiąca samochodów, 185 dział i 475 karabinów maszynowych.
Od 16 kwietnia do 12 maja dywizja straciła 3649 żołnierzy, w tym: 989 poległo, 2385 odniosło rany, a 275 zaginęło bez wieści.
W uznaniu zasług dywizja była wielokrotnie wyróżniana. 2188 żołnierzy zostało wyróżnionych wysokimi odznaczeniami wojskowymi, w tym: Virtuti Militari – 12, Krzyżem Grunwaldu – 28, Krzyżem Walecznych – 624, Zasłużonym na Polu Chwały – 1510.

### Marsze i działania bojowe
|  |  |  |  |  |

## Okres powojenny

### W ochronie granicy państwowej
17 maja 2 Armię WP wyszła ze składu 1 Frontu Ukraińskiego. 20 maja 8 DP otrzymała zadanie obsadzenia wschodniego brzegu Odry od Frankfurtu do Nowej Soli. Dowódca dywizji nakazał poszczególnym pułkom obsadzić odcinki: 32 pułk piechoty od Słubic do Skorzyna, 34 pułk piechoty od Skorzyna do Sulechowa, 36 pułk piechoty od Sulechowa do Nowej Soli.
28 maja dywizja faktycznie obsadziła linię Nysy Łużyckiej. Pełniła służbę graniczną w pasie od ujścia Nysy do Odry, do Mużakowa. Do zadań dywizji należało także zaprowadzenie ładu i bezpieczeństwa na wyzwolonych terenach. Sztab dywizji stacjonował w Lubsku. 12 czerwca 1945 dywizja pełniąc służbę graniczną w rejonie Gubina przekazała swoje odcinki pułkom 11 Dywizji Piechoty.

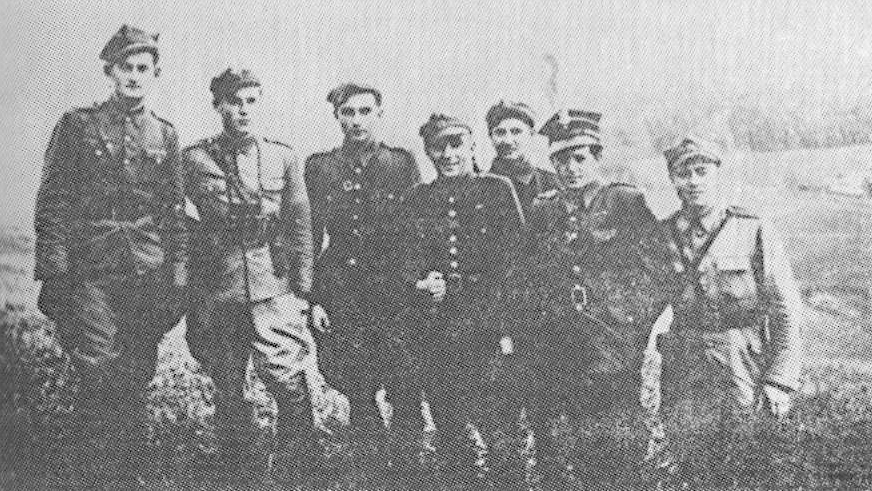
Oficerowie samodzielnego batalionu szkolnego 8 DP w okresie organizacji ochrony granicy państwowej w Bieszczadach. 1. z lewej ppor. Henryk Garbowski (lipiec 1945)

W lipcu 8 DP podporządkowano 1 Armii WP. Dowódca armii nakazał dywizji ześrodkować w rejonie Krosno, Sanok (siedziba dowództwa mieściła się w Kamienicy przy ul. Kazimierza Wielkiego 8) i nadzorować granicę polsko-czechosłowacką na odcinku od Piwnicznej do stacji Użok.

### Działania polityczno-militarne dywizji
We wrześniu 1945 sztab dywizji stacjonował w Tarnowie. Żołnierze z 8 DP uczestniczyli w parcelacji majątków ziemskich. Przy ich pomocy rozparcelowano folwarki w następujących miejscowościach: Bartków, Bartków Ruski, Chruścielew, Huściel, Józefów, Józefów, Klimczyce, Klinczyce, Leśniczówka, Łysów, Mordy, Nosale, Ostrólec, Pałczyce, Patków, Prury, Rusków, Ruszków, Skrzynosze, Stok Ruski i Zaborów.
Początkowo dywizja wykonywała zadania rozpoznawcze Stan dywizji w owym czasie wynosił ok. 7400 żołnierzy. Obszar odpowiedzialności dywizji obejmował łącznie ok. 7000 km². Stanowiły go powiaty: Brzozów, Gorlice, Jasło, Krosno, Nowy Sącz, Lesko i Sanok. Odnotowywano tam dużą aktywność oddziałów Ukraińskiej Powstańczej Armii. W 1946 szacowano, że jej oddziały na tym terenie liczyły około 5000 dobrze zorganizowanych, wyszkolonych i uzbrojonych oraz mających oparcie wśród ludności ukraińskiej, żołnierzy. Dokonywały one napadów na miejscowości, strażnice WOP i jednostki wojskowe.
W okresie od kwietnia do października 1946 8 DP działała w ramach Grupy Operacyjnej „Rzeszów”. Przeprowadzono około 450 akcji bojowych przeciwko oddziałom UPA zadając im znaczne straty. Nie doprowadzono jednak do ich rozbicia. W listopadzie 8 DP weszła w podporządkowanie dowódcy OW VII.
Zarządzeniem Państwowego Komitetu Bezpieczeństwa z 17 kwietnia 1947 i rozkazem Sztabu Generalnego WP z 18 kwietnia 1947 utworzono Grupę Operacyjną „Wisła”. W składzie GO Wisła znalazła się również 8 Dywizja Piechoty.
Głównym zadaniem GO była likwidacja sił OUN i UPA. Realizowano również zadania związane z przesiedlaniem ludności ukraińskiej i łemkowskiej na tereny zachodniej i północnej Polski.
W ramach grup operacyjnych 8 DP stoczyła wiele krwawych bitew ze zorganizowanymi siłami UPA. 34 pułk piechoty bronił granicznej stacji kolejowej Łupków. Jego 3 batalion walczył w rejonie wsi Korzuszno. Stracił tam ponad 100 ludzi.
W lipcu 36 płk piechoty walczył we wsiach Zawadne i Opieńka, a w sierpniu 34 pp oczyszczał lasy w rejonie Leniu-Grabówka-Gratowica. Zgrupowanie mjr. Grabolisa walczyło o wsie: Rzepedź, Orzechowa i Komańcza.
W 1946 w województwie rzeszowskim w ramach akcji przeciwko ukraińskiemu podziemiu działało kilka grup dywersyjno-rozpoznawczych. Cele i zadania takich grup wyznaczyła dla WP PPR w 1946.
W okresie działalności partyzanckiej Antoniego Zubryda dochodziło również do współpracy batalionu z 34 Pułkiem Piechoty, m.in. w dostawach oraz remontach broni oraz wspólnych akcjach przeciwko UPA. W okresie tym wielu żołnierzy oraz oficerów zdezerterowało z wojska i zasiliło oddziały partyzanckie, w tym NSZ „Zuch”.
Ogółem w czasie trwania Akcji „Wisła” 8 DP straciła 169 żołnierzy.
Z chwilą rozwiązania GO „Wisła” poszczególne jednostki Dywizji trafiły do następujących garnizonów: sztab oraz 34 i 36 pp do Łodzi, 32 pp i 37 pal do Skierniewic, 11 sdap do Gałkówka. 19 bsap prowadził dalej rozminowanie terenu w rejonie Jasła, ale i on niebawem dołączył do pozostałych jednostek macierzystego związku taktycznego.

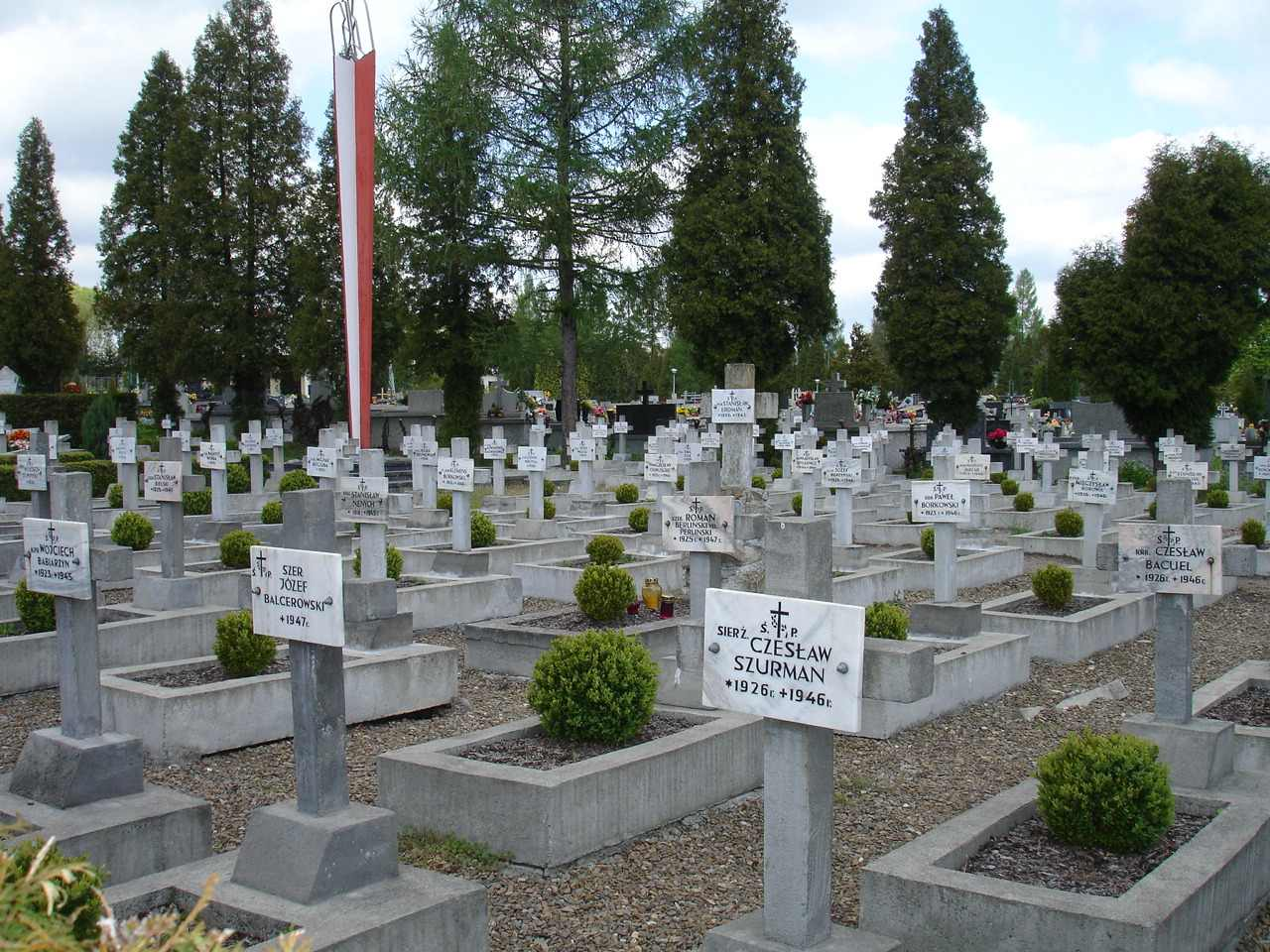
Cmentarz Centralny w Sanoku – kwatera żołnierzy 8 DP poległych w latach 1946-1947

### Skład i rozmieszczenie w 1949
(przed przekazaniem do OW II)
Dowództwo – Łódź
- 32 Budziszyński pułk piechoty – Skierniewice
- 34 Budziszyński pułk piechoty – Łódź
- 36 Łużycki pułk piechoty – Łowicz
- 37 Łużycki pułk artylerii lekkiej – Skierniewice
- 18 dywizjon artylerii przeciwpancernej – Skierniewice
- 5 batalion saperów – Gałkówek
- 21 kompania łączności – Łódź

Na podstawie rozkazu ministra obrony narodowej z 30 marca 1949 8 Drezdeńską Dywizję Piechoty przeformowano na 8 Zmotoryzowaną Dywizję Piechoty i przeniesiono ją na Pomorze Zachodnie.

## Żołnierze dywizji
Dowódcy dywizji :
- płk Wasyl Gulida (28 sierpnia 1944 – 3 września 1944)[6]
- płk Jan Iwanczura (4 września – 6 listopada 1944)[6]
- płk/gen. bryg. Józef Grażewicz (od 6 listopada 1944 do marca 1946)
- płk dypl. Stanisław Habowski – od 27 marca 1946 do 27 października 1946
- płk Józef (Iosif) Bielecki - od 27 października 1946 do 17 września 1948
- płk Józef Batkiewicz[h] – do kwietnia 1949
- płk Aleksander Wygnański[i] – do października 1950
- płk Stanisław Korowoj[j] – do listopada 1951

zastępca dowódcy dywizji ds. liniowych:
- płk Ignacy Robb-Narbutt (4-10 września 1944)
- ppłk Franciszek Berezowski (od 25 stycznia 1945)

zastępca dowódcy dywizji ds. polityczno-wychowawczych:
- mjr Eugeniusz Kuszko[16] (od 4 października 1944)

szef sztabu:
- ppłk Teodor Rajewski (27 sierpnia 1944 – zg. 18 maja 1946 w Sanoku[k][19]
- płk Kazimierz Ilnicki – od 26 sierpnia 1946 – do 12 września 1947
- ppłk Stanisław Korowoj – w 1950

## Jednostki wojskowe 8 Dywizji Piechoty
(do 30 kwietnia 1946 obowiązywały numery radzieckich poczt polowych)
- JW 2824 – Dowództwo dywizji (DP, ZDP) (1946-1950)
- JW 1746 – 32 pułk piechoty (1944-1949)
- JW 2873 – 34 pułk piechoty 1944-1949)
- JW 1784 – 36 pułk piechoty (1944-1949)
- JW 1746 – 32 zmotoryzowany pułk piechoty (1949-1950)
- JW 2873 – 34 zmotoryzowany pułk piechoty (1949-1950)
- JW 3572 – 39 zmotoryzowany pułk piechoty (1949-1950)
- JW 2314 – 9 pułk czołgów (1949-1950)
- JW 1887 – 19 batalion saperów (1946-1950)
- JW 2117 – ruchomy warsztat naprawy samochodów nr 3 (1949-1950)
- JW 2945 – 37 pułk artylerii lekkiej (1944-1949)
- JW 2527 – 34 pułk artylerii lekkiej (1949-1950)
- JW 4888 – 15 pułk moździerzy (1949-1950)
- JW 2982 – 11 dywizjon artylerii przeciwpancernej (1944-1949)
- JW 2796 – 91 pułk artylerii przeciwpancernej (1949-1950)
- JW 4400 – 12 dywizjon artylerii przeciwlotniczej (1949-1950)
- JW 3897 – 28 batalion łączności (1949-1950)
- JW 4975 – 5 batalion rozpoznawczy (1949-1950)
- JW 4004 – ruchomy warsztat naprawy czołgów nr 1 (1949-1950)
- JW 5200 – ruchomy warsztat naprawy sprzętu artyleryjskiego nr 2 (1949-1950)

## Przekształcenia
8 Drezdeńska Dywizja Piechoty → 8 Zmotoryzowana Dywizja Piechoty → 8 Drezdeńska Dywizja Zmechanizowana → 8 Bałtycka Dywizja Obrony Wybrzeża ↘ rozformowana